# メノーラー

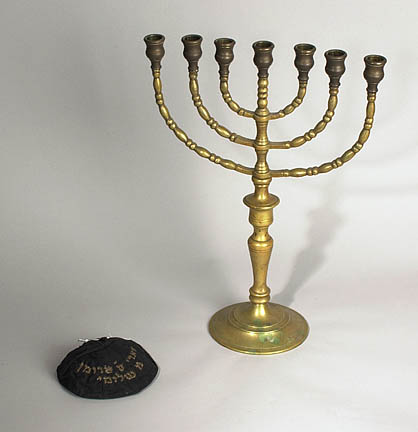
キッパーとメノーラー

メノーラー、メノラー（מְנֹרָה mənôrāh, menuroh, menorah）は「燭台」と訳される。
7枝（厳密には中央の1本は枝ではないので6枝）のものをいい、ハヌカーに用いられる8枝（左右に4本ずつ枝が伸びて中央と合わせて9つ火皿がある）のものはハヌッキーヤーという。

## 聖書における起源
- 出エジプト記 25:31-36

## 歴史
早くからユダヤ教の象徴的存在となり、シナゴーグの床におけるモザイク（エリコのシナゴーグが有名）、柱頭、石棺、その他の器具に模様が描かれるようになった。
ローマに残るティトゥスの凱旋門には、エルサレムの破壊の際にエルサレム神殿からローマ兵がメノーラーなど多数の戦利品を運び出す画面が薄浮き彫りで描かれている。この浮き彫りのメノーラーは、エルサレムの受難の象徴となり、後にはイスラエルの国章にも採用されている。

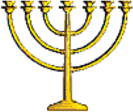
メノーラー
イスラエル国の国章
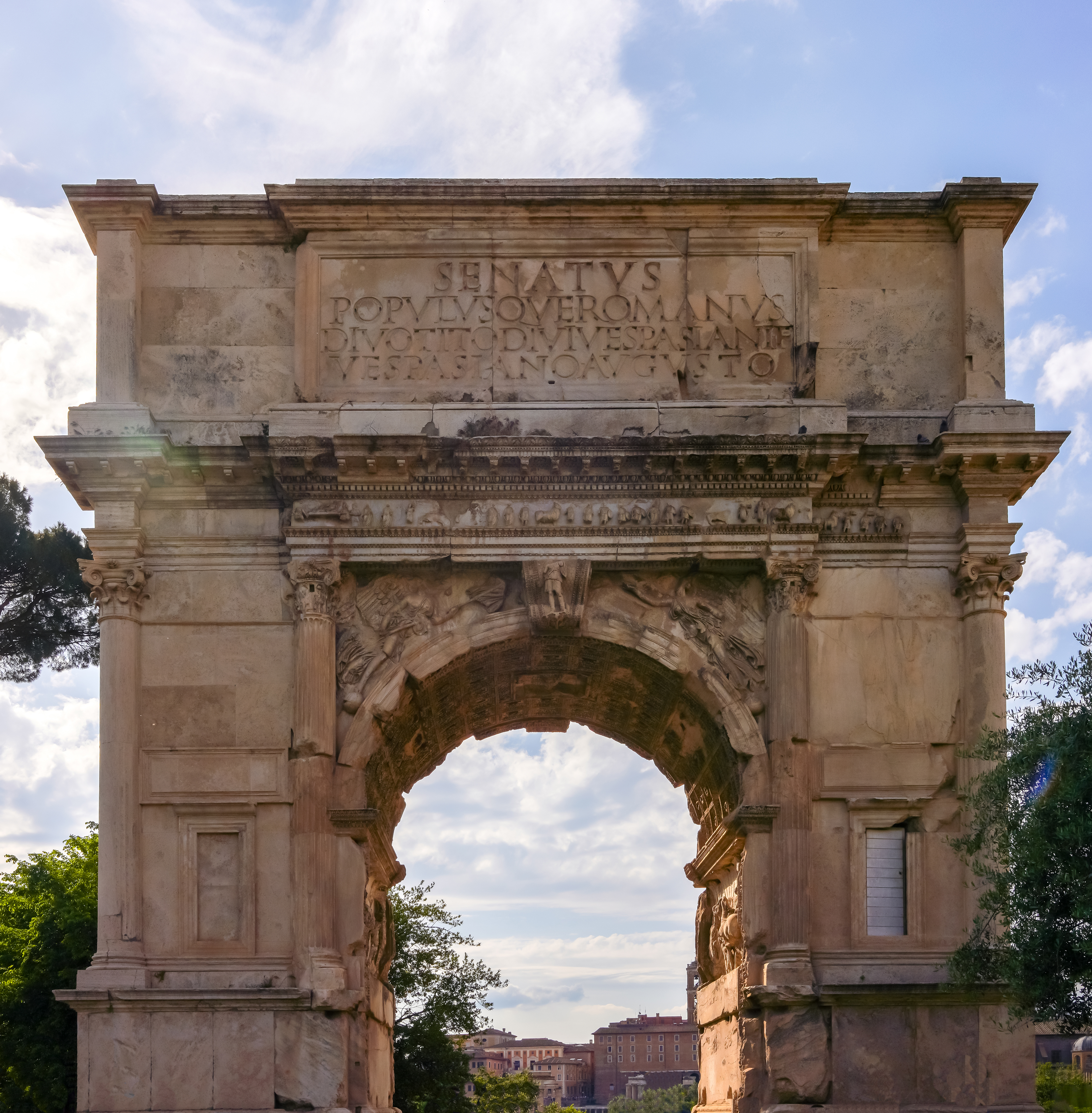
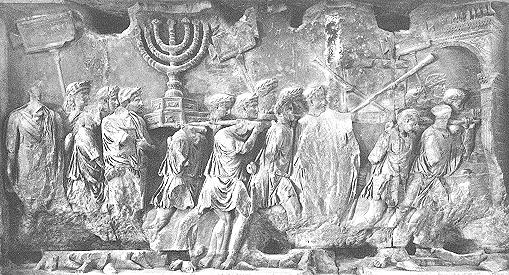
ティトゥスの凱旋門のレリーフより、略奪の場面
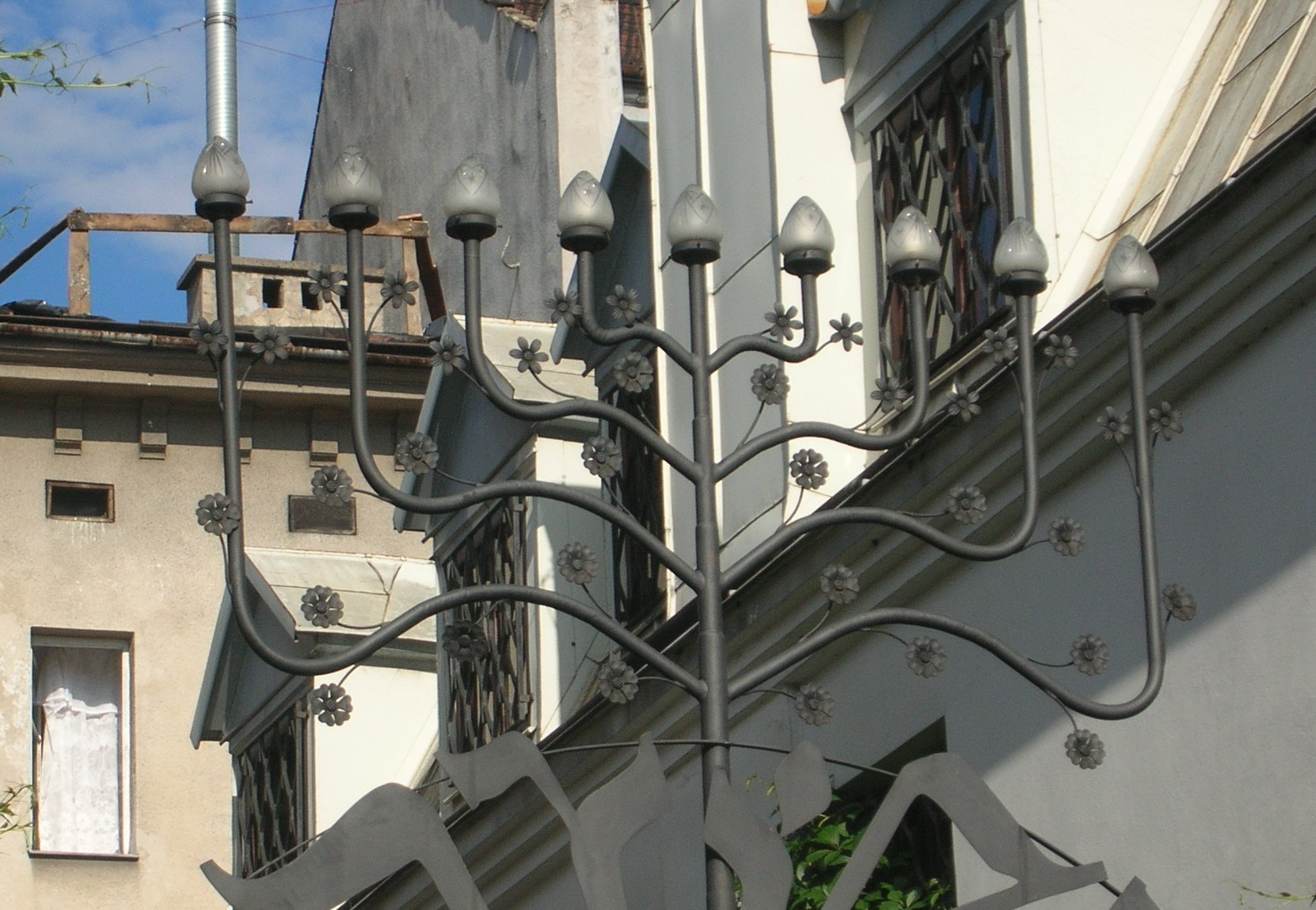
カジミェシュの家のハヌッキーヤー
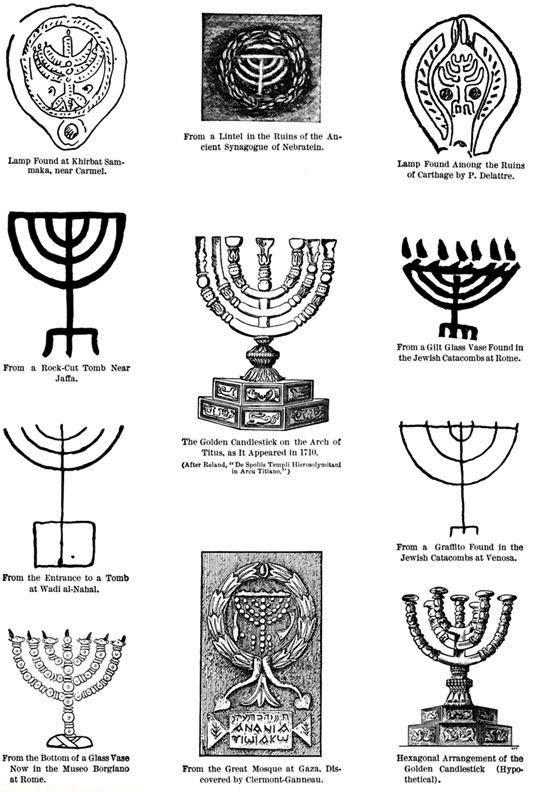
様々なメノーラー